# Урда (страва)
Урда (гурда, вурда) — українська страва, яку готували з конопляного насіння. Злегка підсмажували конопляне насіння (рідко лляне) й розтирали макогоном у макітрі, заливали окропом, добре вимішували, щоб отримати «пісне» молоко, проціджували, підсолювали та ставили варити на вогонь. При кипінні на поверхні утворювалася жовтувата піна, яку знімали ополоником-шумівкою і використовували як начинку для пирогів та вареників. Бідніші селяни замість конопляного насіння вживали макуху (відходи виробництва конопляної олії). Як і насіннєве молоко, урда вийшла з ужитку на початку 20 століття з переходом на виробництво соняшникової олії.

## Дивись також
- Вурда